# Волгари
«Волгари» (другое название «Фома Ворочилин») — русский немой художественный фильм в жанре драмы. Снят режиссёрами Григорием Либкеном и Александром Аркатовым в Российской империи в 1914 году. Фильм описывает жизнь русского купечества в начале XX века.

## История
Премьера фильма состоялась 24 января 1915 года.
В Казани Академический театр «Палас» в 1914 году рекламировал фильм «Волгари» следующим образом:

Родной сюжет! Родные снимки кормилицы Волги. Волжская драма из жизни русского купечества старого закала. Смотрится с живым интересом. Эта дивная
русская картина инсценирована тем же автором нашумевшей успехом картины «Дочь купца Башкирова»

Из чего исследователь истории кинематографа Елена Алексеева сделала вывод, что основной аудиторией фильма рассматривалось купечество.
В одном из других анонсов фильма говорилось:

В этой грандиозной картине, между прочим, показана жизнь «матушки-Волги», перед зрителем проходят картины ледохода по Волге, открытия навигации, сцены бурлацкого быта и т. д.

## Сюжет
Главным героем фильма является волжский купец Ворочилин, хозяин Торгового Дома «Петр Ворочилин и сын». После получения сведений о прибытии заказаных барж, он со своим сыном Фомой едет на Волгу на собственном буксирном пароходе «Орел». Водоливом на бускире служил старый Чайкин, а его сын Михаил был помощником машиниста буксира. Когда Волочилин прибыл к буксиру Чайкин был пьян и лежал на палубе, за что он был оштрафован купцом. Это расстроило старика, и он ещё больше пустился в пьянство на последние деньги сына Михаила и дочери Насти.
В очередной раз напившись, Чайкин вздумал отомстить купцу и поджег ночью его баржу. Баржа сгорела, а вместе с ней и соседние, что принесло Ворочилину большое разорение. Поиски виновника пожара успехом не увенчались. Подозреваемый Чайкин был найден в пьяном беспамятстве на берегу, но вину доказать не удалось. Сына Чайкина Михаила Ворочилин уволил с буксира. Положение в семье Чайкиных стало совсем тяжелым. От чахотки на руках Насти умерла жена Чайкина, но его это не образумило. После одной из очередных пьянок Михаил решил его образумить, но завязалась драка, и старый Чайкин, брошенный сыном на пол, умер.
Михаил, посчитав себя убийцей, отдался в руки полиции. Купец Ворочилин через несколько месяцев прочитал в газете «Волжское слово» о том, что сына Чайкина присудили к каторжным работам на 10 лет и пожалел мальчишку. Между тем, дела самого Ворочилина стали идти хуже. Когда сын Фома ушёл в пароходный рейс, Ворочилин сильно запил и умер от запоя. Купеческие дела отца перешли к Фоме, и ему частично удалось их поправить.
Однажды, направляясь на охоту, Фома встретил девушку, которая шла с корзиной белья от реки. Ею оказалась дочь Чайкина и сестра Михаила — Настя, жившая теперь у своего дяди — бобыля Максима. Фоме она понравилась, и он заслал к ней сватов. Настя согласилась и вышла за него замуж, семья начала жить счастливо.
В это время Михаил, несколько лет отбыв на каторге, надумал совершить побег. Успешно его совершив, он вернулся на родину. Слегка подзаработав и приодевшись, он пошёл на могилу матери, где встретился с Настей. Брат и сестра трогательно встретились, и с тех пор Михаил часто тайком навещал её.
Это узнала старая няня и сообщила Фоме. Фома, заподозривший измену, решил подкараулить гостя, посещающего жену. Он сообщил ей, что отбывает на охоту на несколько дней. В это время пришёл Михаил, а Фома вернулся. Увидев в окне тени жены и неизвестного мужчины, снял ружьё и скоропалительно выстрелил, смертельно ранив Настю. Бросившись на незнакомца, Фома узнал в нём бывшего помощника машиниста, брата Насти Михаила Чайкина. Умирающая Настя просила позаботиться о брате. Фома приник к Насте, а когда она умерла, обнял её брата, которого он теперь должен был сохранить по её завету, и раскаялся в своем преступлении. Стрелять надо разобравшись, что к чему, а не в тени.

## Роли
- Н. Смирнов 4-й — купец Ворочилин
- Ильнаров — Фома, сын Ворочилина
- В. Сатин — старик Чайкин
- М. Тихомиров — Михаил, сын Чайкина
- Ольга Оболенская — Настя, дочь Чайкина
- В. Зимовой — бобыль Максим, дядя Насти